# El Nacional (Perú)
El Nacional fue un diario peruano fundado en 1865 por Juan Francisco Pazos Monasí. Con intermitencias, duró hasta 1903. Posteriormente, en 1985 surgió otro periódico con el mismo nombre.

## Historia
Fue fundado en Lima, el 23 de noviembre de 1865, por el abogado y periodista peruano Juan Francisco Pazos Monasí, con la colaboración del chileno Rafael Vial y el financiamiento de José Francisco Canevaro. Apareció bajo el rótulo de «diario político, literario y comercial».

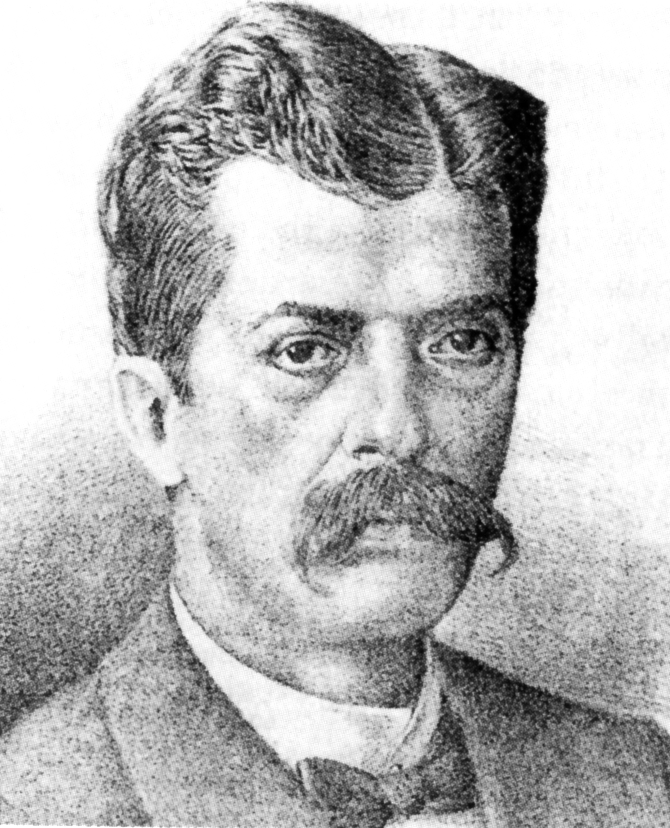
Juan Francisco Pazos Monasí, fundador y director del diario.

La sede de su imprenta se hallaba en la Calle de la Rifa # 58, a pocos pasos de la sede del diario El Comercio. Llegó a contar con una rotoplana o máquina de impresión pliego a pliego con alimentación automática, precursora de la rotativa.
Su formato original era de 58 x 38 cm., que posteriormente acrecentó a 73.5 x 51 cm. Ha sido el periódico de mayor formato aparecido en el Perú (tipo sábana), y originó el calificativo de «formato nacional» que adoptaron otros diarios.
Políticamente, surgió durante el conflicto entre Perú y España, originado por presencia amenazadora de la Escuadra Española del Pacífico en aguas peruanas. De allí su nombre de El Nacional. Ideológicamente se inclinaba hacia el liberalismo.
En 1871, Pazos dejó su dirección, que pasó a manos de Manuel María del Valle y Cesáreo Chacaltana.
En las elecciones de 1871-1872 apoyó al candidato del Partido Civil, Manuel Pardo y Lavalle, que resultó triunfador. A lo largo de su trayectoria, se orientó hacia dicho partido, hasta las postrimerías del siglo XIX.
Cuando en enero de 1881 se produjo la ocupación de Lima por los chilenos, suspendió su publicación. Tras la firma de la paz entre Perú y Chile, reapareció en septiembre de 1884.
Durante la guerra civil de 1894-1895, respaldó al segundo gobierno del general Andrés A. Cáceres y criticó al diario El Comercio por apoyar a Nicolás de Piérola, el líder de la Coalición Nacional (alianza entre civilistas y demócratas).
Finalizó su publicación en junio de 1903.

## Redactores y colaboradores
Algunos de ellos fueron:
- Mariano Amézaga
- José Casimiro Ulloa
- Francisco Laso
- Manuel Rouaud y Paz Soldán
- Ricardo Heredia
- Fernando Casós
- Abelardo Gamarra
- Manuel Moncloa y Covarrubias